# Argema rhodopneuma
Argema rhodopneuma är en fjärilsart som beskrevs av Johannes Karl Max Röber 1925. Argema rhodopneuma ingår i släktet Argema och familjen påfågelsspinnare. Inga underarter finns listade i Catalogue of Life.